# Onofre Larumbe
Juan Onofre Larumbe Pérez de Muniáin, o como más sencillamente se le ha conocido, Onofre Larumbe (Pamplona, 12 de junio de 1881-Roncesvalles, 10 de noviembre de 1942) fue un sacerdote, catedrático de arqueología en el Seminario Conciliar de Pamplona, además de vocal y presidente de la Comisión de Monumentos Históricos y Artísticos de Navarra, correspondiente de la Real Academia de la Historia, además de autor de varias obras

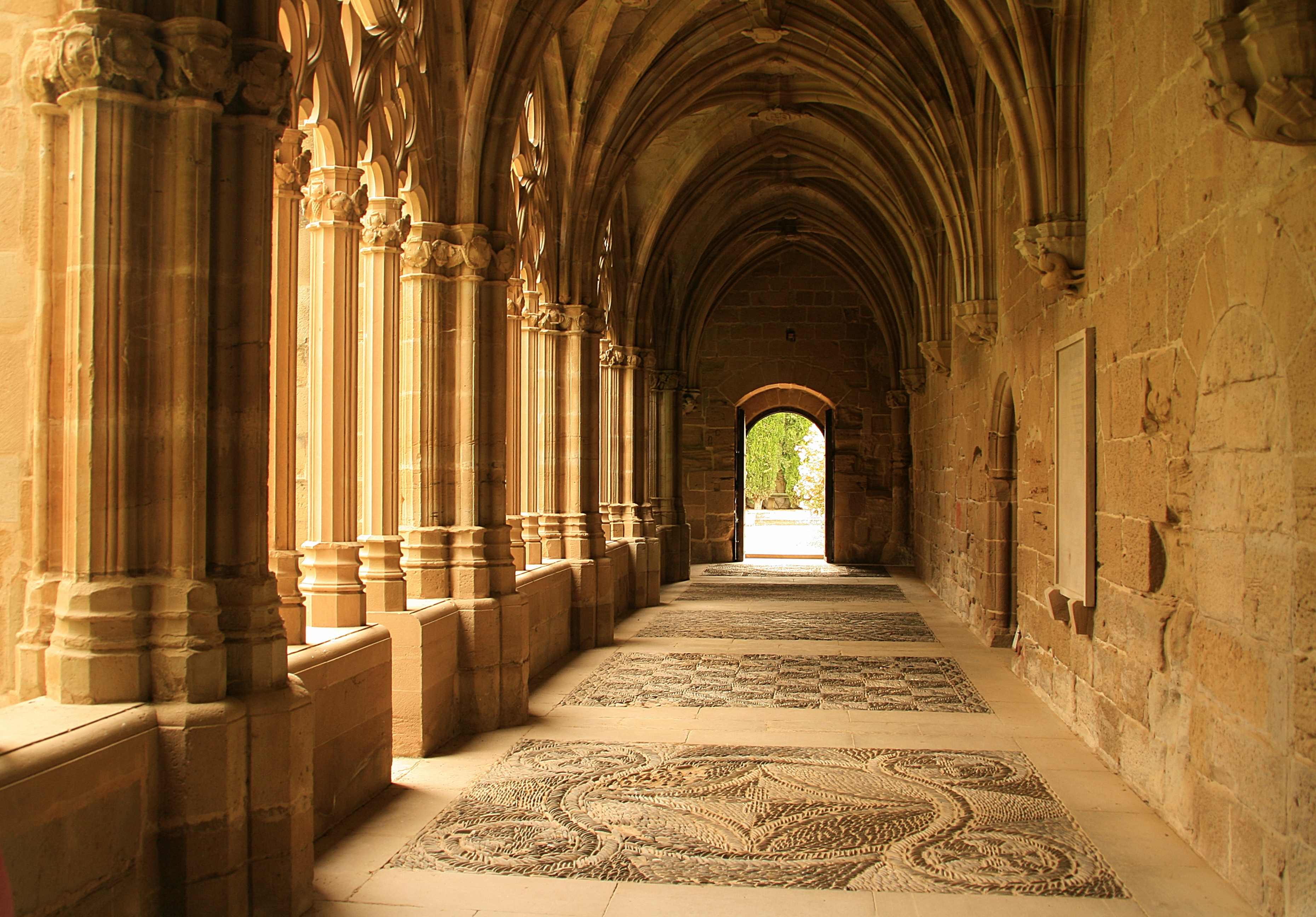
Vista del claustro del monasterio de la Oliva (Carcastillo)

## Biografía
Tempranamente, a los diez años, ingresó en el Seminario de Pamplona realizando sus estudios de bachillerato en este centro. Estudió durante cinco años teología, cuatro años latín, tres de filosofía, además de las asignaturas propios del bachillerato obligatorio de entonces.
El 14 de abril de 1905 fue ordenado presbítero y al año, en 1906, siguiente realizó sus votos sacerdotales. Fue destinado como coadjuntor a Funes y ejerció de ecónomo en Otano, Yárnoz, Artozqui y Ollo. En 1912 obtiene la parroquia de Aldaba y ejerció de capellán del entonces llamado Hospital de Barañáin en Pamplona conocido ahora como Hospital de Navarra.
En 1920 fue nombrado por el rey beneficiado de la Catedral de Pamplona y también ejerció de capellán en las Ursulinas de Pamplona (cuya sede actualmente se corresponde al Liceo Monjardín). 
Tras haber ejercido de vocal, a causa de las fuertes disputas políticas internas ocasionadas por la construcción del monumento conmemorativo de Maya, es nombrado en 1926 presidente de la Comisión de Monumentos Históricos y Artísticos de Navarra.
En 1938 fue nombrado delegado de Bellas Artes en Navarra, habiendo sido anteriormente también vocal y presidente de la Comisión de Monumentos, además de académico correspondiente de la Real Academia de la Historia.
Falleció en Roncesvalles, el 10 de noviembre de 1942 y dos días después fue trasladado a Pamplona donde está enterrado.

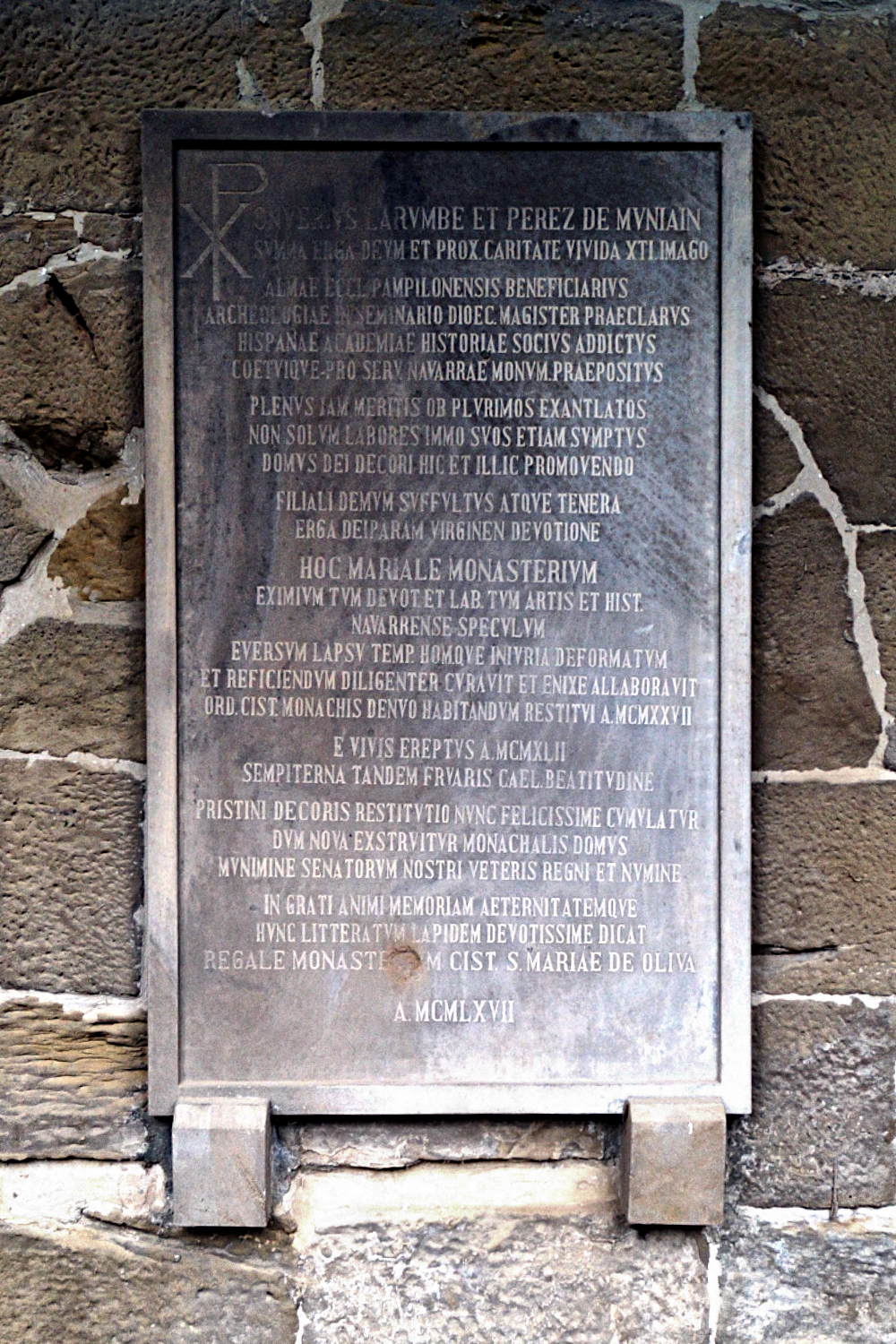
Placa conmemorativa dedicada a Onofre Larumbe (Monasterio de la Oliva, 1967)

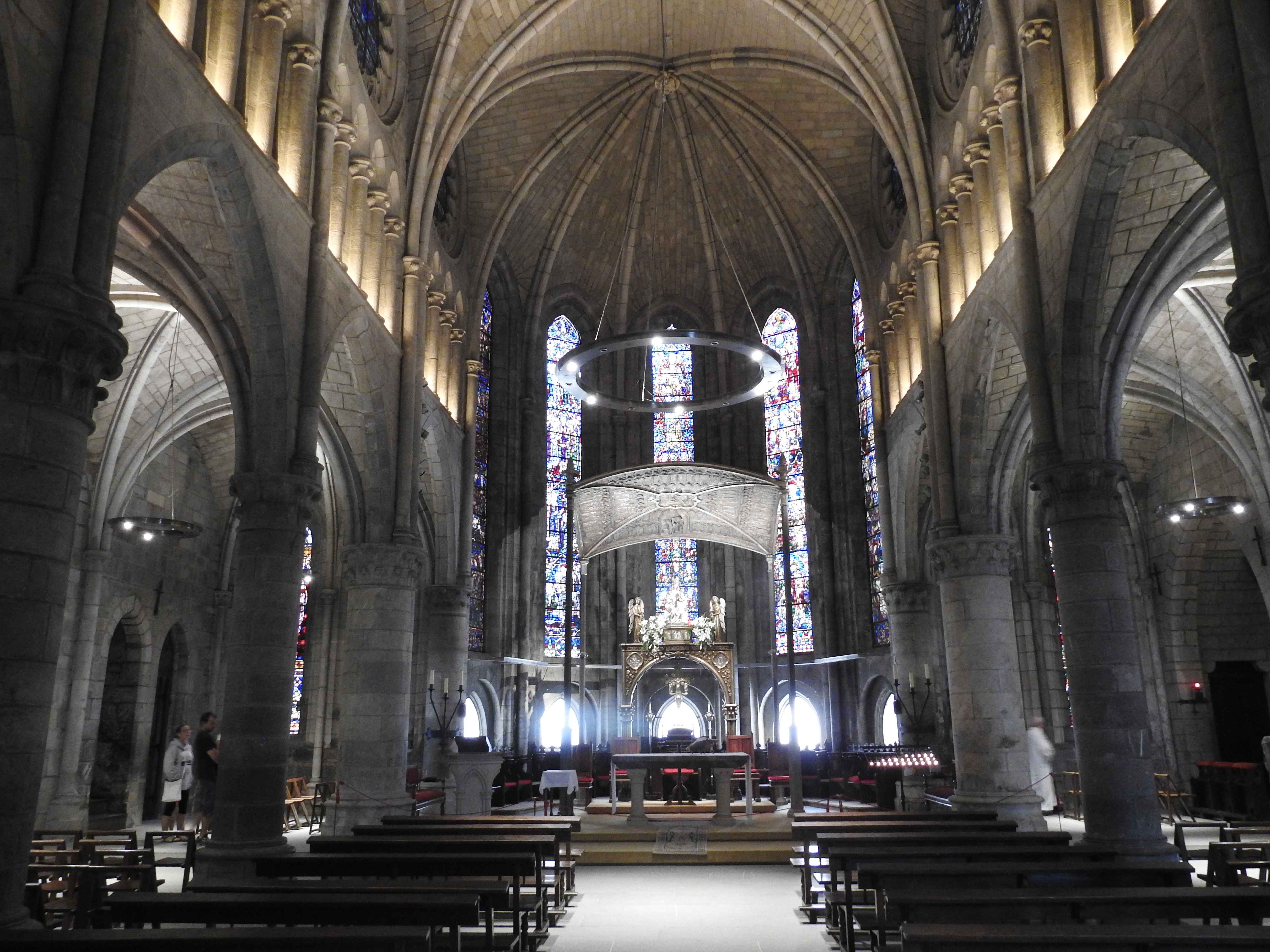
Real Colegiata de Santa María de Roncesvalles

## Obras
Además de su labor como docente, fue autor de varios artículos, pero, especialmente su recuerdo se vincula con las múltiples gestiones realizadas, en ocasiones de forma desacertada, en la restauración del patrimonio de Navarra. La más renombrada fue la recuperación del Monasterio de la Oliva, logrando, incluso la restauración de la vida monástica en 1927 cuando una comunidad de monjes trapenses procedente de Getafe se reasentara en el lugar. Promovió las obras de restauración de la iglesia abacial y la comunidad cisterciense, en su recuerdo, colocó en el claustro una lápida en memoria. 
Pero otras intervenciones restauradores fueron bastante más desfortunadas. Por ejemplo, en la Colegiata de Santa María de Roncesvalles donde a mediados del siglo XX, más concretamente, «entre 1939 y 1944, conforme a los criterios de Onofre Larumbe y del arquitecto Francisco Garraus» fue objeto de una «intensa reconstrucción» cuyo resultado se observa en el estado actual. Al respecto, unos meses más tarde, escribía en la revista Príncipe de Viana el arquitecto Leopoldo Torres Balbas:

Un destino adverso parece haber perseguido constantemente a los edificios del albergue u hospedería de Roncesvalles. Levantada la iglesia por la munificencia de Sancho el Fuerte de Navarra en los primeros años del siglo XIII, tal vez no llegó a terminarse según el plan primitivo. En 1445 un incendio produjo grandes daños en el templo. Más tarde un abad innovador lo puso a la moda de comienzos del siglo XVII, enmascarándolo casi por completo, causa de que haya pasado desapercibido para no pocas gentes en tiempos modernos. Y, finalmente, a partir de 1940 sufre una radical y torpe restauración. Después de quitados los revestidos de la época de Felipe IV, picáronse los viejos sillares para darles apariencia de obra nueva; con cemento se han completado fea y pobremente molduras, capiteles y otros elementos, y revestido, fingiendo sillería, las bóvedas de ladrillo; inventáronse púlpitos, empotrados en los muros, y ventanas con formas que nunca tuvieron. Vidrieras de colores hechas en Alemania y un ostentoso mobiliario acabarán de desfigurar el fino templo gótico. Tras el disfraz anterior aún cabía imaginar sus formas primitivas. Hoy, profanado hasta su entraña, es una iglesia completamente nueva, una torpe falsificación gótica de la que huyeron a la par belleza y emoción.
Leopoldo Torres Balbas, Príncipe de Viana, 1945

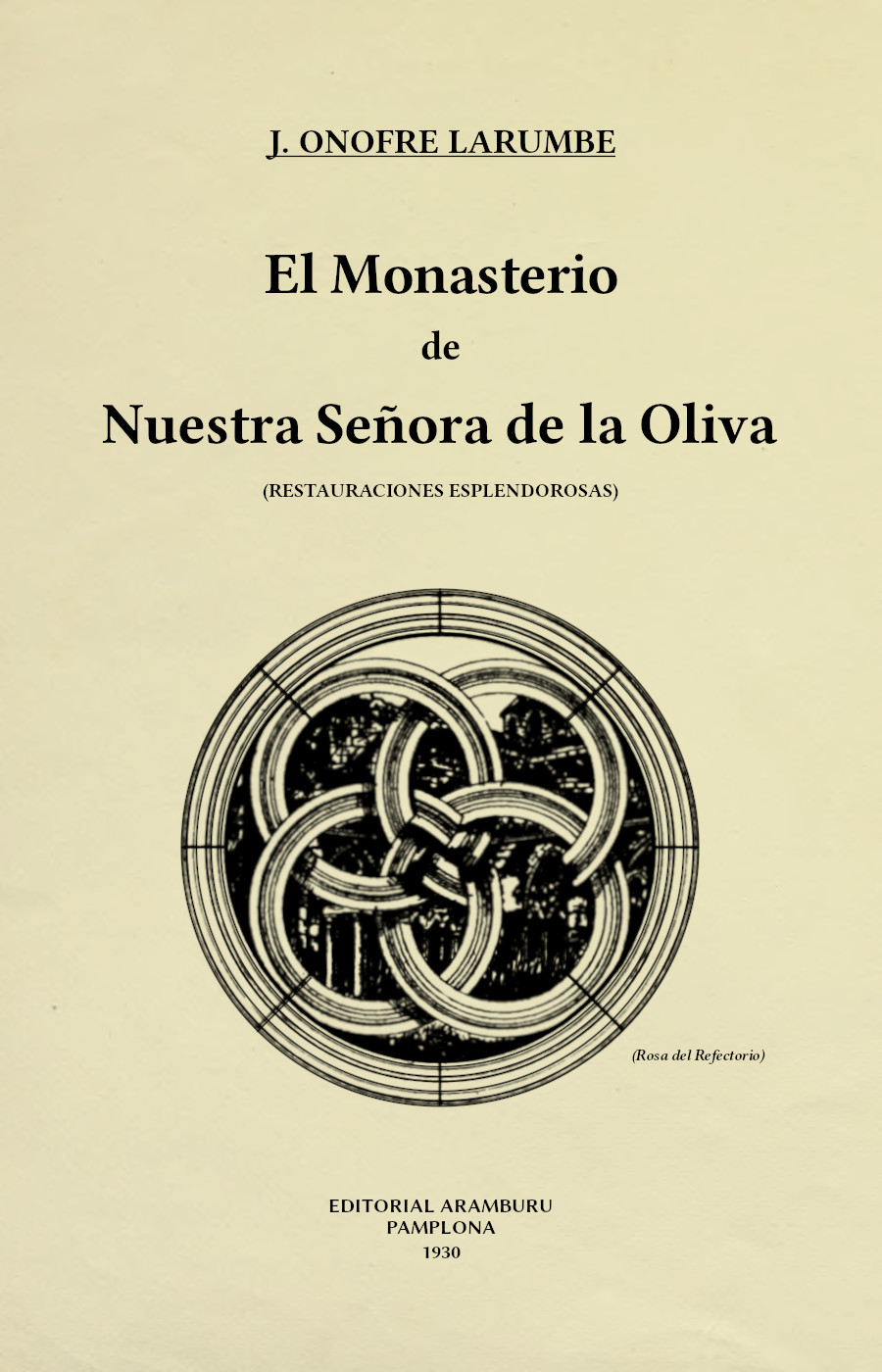
Portada del libro sobre El monasterio de Nuestra Señora de la Oliva (1930)

Además de artículos, publicó algunos libros como:
- Prólogo del libro de Jacinto Clavería Arangua, Estudio histórico-artístico sobre la imagen, el santuario y la villa de Santa María de Ujué. Pamplona, Editorial Huarte, 1919. Disponible en línea
- El monasterio de Nuestra Señora de la Oliva, Pamplona, Editorial Aramburu, 1930. Disponible en línea

## Homenajes
- En 1967, con ocasión del 50.º aniversario de la restauración monástica, se colocó en su memoria una placa en el claustro del Monasterio de la Oliva.

## Prensa
- «Nuevo catedrático de Arqueología del Seminario». Diario de Navarra (7804) (Pamplona). 12 de abril de 1927. p. 1.
- «Ayer». El Pensamiento Navarro (13921) (Pamplona). 13 de noviembre de 1942. p. 2.
- «Nuestros amigos difuntos». La Avalancha (1105) (Pamplona). 25 de noviembre de 1942. p. 174.
- «Los trabajos y los días - Crónica de tres meses». Príncipe de Viana 3 (9). 1942. pp. 493-495. ISSN 0032-8472. Consultado el 29 de febrero de 2024.